# Stazione di Romans - Bourg-de-Péage
La stazione di Romans - Bourg-de-Péage (in francese Gare de Romans - Bourg-de-Péage) è una stazione ferroviaria della linea Valence-Moirans. Posta in place Carnot a Romans-sur-Isère, serve anche il vicino comune di Bourg-de-Péage.

## Storia
La stazione fu messa in servizio il 9 maggio 1864 dalla Compagnie des chemins de fer de Paris à Lyon et à la Méditerranée (PLM).

## Movimenti
La stazione è servita dai treni regionali TER Auvergne-Rhône-Alpes.